# タカネグンナイフウロ
タカネグンナイフウロ（高嶺郡内風露）はフウロソウ科フウロソウ属の多年草。高山植物の一。
本州中部の亜高山帯から高山帯にかけて分布し、明るい草地に生育する。高さは30～50cmで、紫色の花を数輪つける。花期は7～8月。

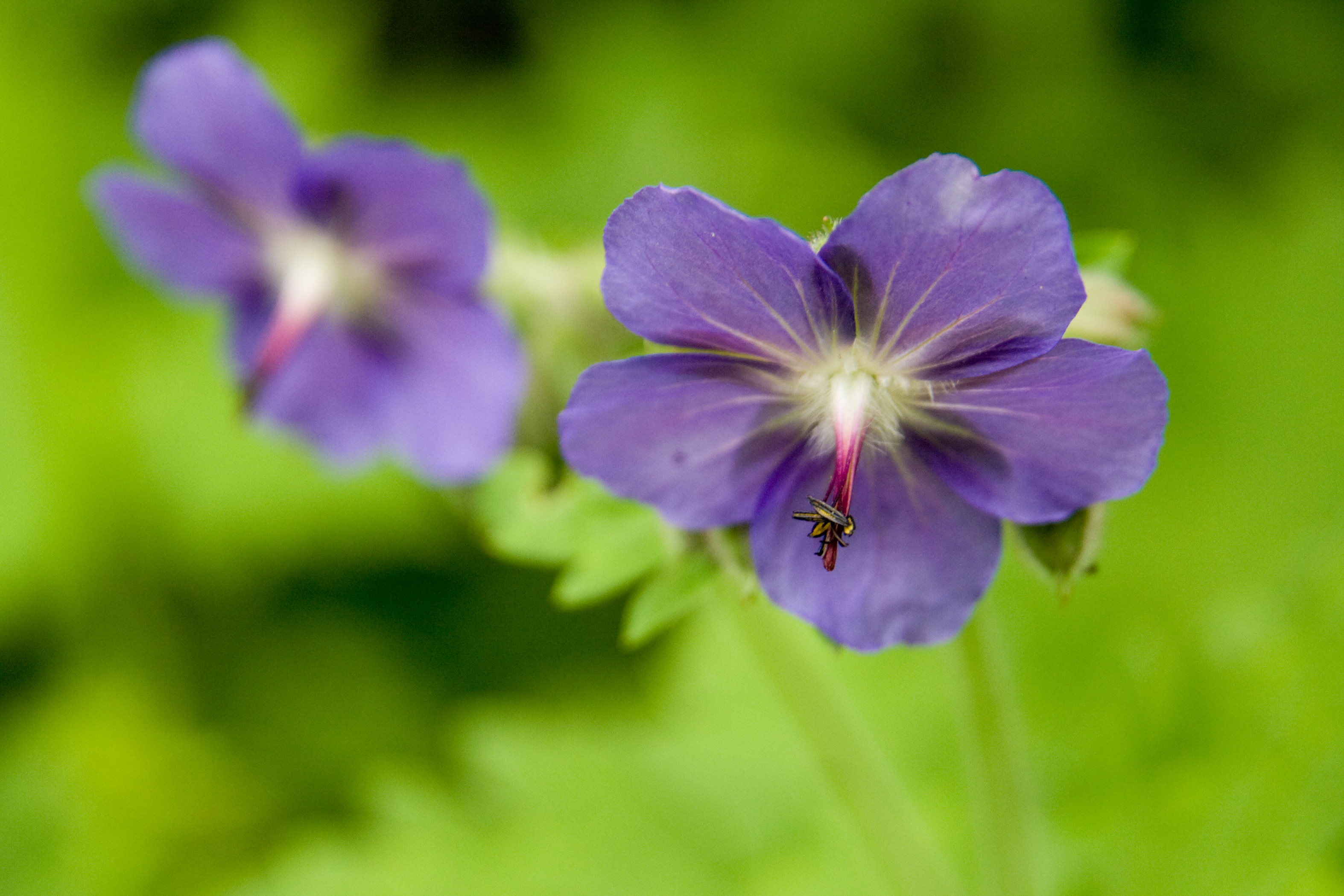
タカネグンナイフウロ（空木岳・2008年7月）